# Mörtsjön (Stora Tuna socken, Dalarna, 671576-147205)
Mörtsjön är en sjö i Borlänge kommun i Dalarna och ingår i Dalälvens huvudavrinningsområde.